# Denis Leproux
Denis Leproux (* 16. Dezember 1964 in Saint-Calais) ist ein ehemaliger französischer Radrennfahrer und Sportlicher Leiter.

## Sportliche Laufbahn
Leproux begann im Verein UC Neufchâtel mit dem Straßenradsport. Als Amateur siegte er zu Beginn seiner Karriere in den Rennen Circuit des Deux Provinces, Tour de Loire-Atlantique und auf einer Etappe der Tour du Limousin 1986, die er auf dem dritten Gesamtrang beendete.
1987 wurde er Berufsfahrer im Radsportteam Z-Peugeot und blieb erstmal bis 1989 als Radprofi aktiv ohne einen nennenswerten Erfolg.
Danach wurde er reamateurisiert. Hier war Leproux deutlich erfolgreicher. 1989 gewann er die Boucles catalanes. 1990 wurde Zweiter hinter Richard Szostak beim Circuit de Saône-et-Loire. Siegreich war er im Folgejahr beim Circuit de Saône-et-Loire, der Tour de la Manche und beim Grand Prix de Fougères. 1992 gewann er neben der Tour de l’Ain, die Tour de la Manche und die Tour de Vendée. 1993 gewann er die Tour Nivernais Morvan und wurde Zweiter bei der Tour du Roussillon. 1994 erzielte Leproux den ersten Platz bei der Tour d’Auvergne, der Tour de Gironde, der Tour Nivernais Morvan und Tour de la Dordogne. 1995 wiederholte er den Sieg bei der Tour d’Auvergne und erreichte den zweiten Platz bei der Tour de la Manche hinter Jean-François Laffillé. 1996 gewann Leproux die Tour des Pyrénées und Colmar–Strasbourg und wurde Zweiter bei der Tour du Béarn und beim Circuit des Mines. 1997 wiederholte er seinen Sieg bei der Tour des Pyrénées und konnte ebenso die Ronde de l’Isard, die Tour du Béarn und die Tour de la Dordogne gewinnen.
1998 wurde er erneut Profi und fuhr als solcher bis 2000.
Danach startete er in der Eliteklasse und konnte hier weitere Erfolge erzielen.

## Erfolge
2000
- eine Etappe Tour de l’Ain

2001
- Tour de Franche-Comté
- Route d'Or du Poitou

2002
- Tour de Corrèze